# Резолюція ЮНЕСКО про есперанто
Резолюцію ЮНЕСКО про есперанто або Резолюцію в Монтевідео (англ. Rezolucio de Montevideo) було прийнято 10 грудня 1954 року на Генеральній конференції ЮНЕСКО в Монтевідео: резолюція № IV.4.422-4224 про мову есперанто рекомендувала країнам-учасницям викладання есперанто і визнавала культурну цінність цієї мови для світового співтовариства. 8 листопада 1985 року на Генеральній конференцією ЮНЕСКО в Софії резолюцією № XI.4.218 це рішення було підтверджено.

## Резолюції 1954 року
Резолюції передувало звернення до ООН, підписане мільйоном людей з 76 країн і підтримане міжнародними організаціями із загальною кількістю членів близько 15 мільйонів. Однак для прийняття будь-яких резолюцій необхідним є її проєкт, який могла представити лише делегація якої-небудь конкретної країни-члена ЮНЕСКО. Тодішній президент Всесвітньої есперанто-асоціації Іво Лапенна в Монтевідео зустрічався з представниками багатьох країн, деякі виявили зацікавленість в резолюції, але ніхто не хотів брати на себе роботу та відповідальність за поданням проєкту резолюції.
У Монтевідео було організовано виставку, присвячену есперанто та її культурі, що допомогло зрушити справу з мертвої точки. На виставці побувала пані Вальярта з Мексики, яка після розмови з Іво Лапенною, змогла переконати свого чоловіка, керівника мексиканської делегації, зустрітися з представниками Всесвітньої есперанто-асоціації. Зустріч відбулася, і пан Вальярта погодився представити в програмну комісію проєкт резолюції про есперанто.

### Перше голосування
Питання про есперанто було внесено до порядку денного конференції, а ввечері 4 грудня почалося обговорення. Однак право вступного слова за нез'ясованих обставин було дано не Лапенні і не представнику Мексики, а професору Андреасу Блінкенбергу з данської делегації. Блінкенберг заявив, що говорить як професійний лінгвіст, після чого став висміювати есперанто, виявляючи дивовижну необізнаність у питанні. Ніхто з присутніх, крім есперантистів, не міг побачити брехні в його словах. У наступні роки прізвище данського професора використовували в есперантомовних періодичних виданнях як ім'я загальне (blinkenberg) для позначення людей, які з розумним виглядом розмірковують про есперанто, видаючи свої забобони за факти.
Після Блінкенберга виступили Лапенна і уругвайський представник, яким вдалося відновити обставини гідного культурного спілкування, але не більше того. Питання про есперанто було провалено: за запропоновану Мексикою резолюцію проголосували три делегації, проти — 23, утрималися 19.
Представники Всесвітньої есперанто-асоціації звернулися за допомогою до місцевих есперантистів, і разом вони склали лист протесту, який опублікували в декількох уругвайських газетах. У листі есперантисти засудили зухвалу поведінка Блінкенберга і натякнули на витрати, з якими пов'язане проведення конференції, на якій доповідачі дозволяють собі висміювати 16 мільйонів[джерело?] людей. Газети передруковували лист, додаючи свої коментарі. Інцидент з промовою Блінкенберга перетворився на громадський скандал. Під впливом громадської думки учасники делегацій теж стали схилятися на бік есперантистів.

### Друге голосування
Лапенна подав у програмну комісію протест з вимогою провести повторне голосування з питання про есперанто.
10 грудня після оголошення питання виступив спочатку представник Мексики, потім британська делегація запропонувала незначні зміни в тексті, проти яких ніхто не став заперечувати. Відбулося голосування: 30 делегацій проголосували за резолюцію, 5 були проти і 17 утрималися.

### Текст резолюції
Обговоривши доповідь Генерального директора з питання про звернення до країн з питання використання мови есперанто, Генеральна конференція:
|  | 1. Беручи до уваги результати, досягнуті за допомогою есперанто в галузі підтримання міжнародних культурних зв'язків і зближення народів світу; 2. Констатує відповідність цих результатів цілям та ідеалам ЮНЕСКО; 3. Доручає Генеральному директору забезпечити подальший прогрес у використанні есперанто в галузі освіти, науки і культури, для чого вважає за необхідне встановити діловий контакт зі Всесвітньою Есперанто-асоціацією з усіх питань, що цікавлять обидві організації; 4. Бере до уваги той факт, що деякі країни — члени ЮНЕСКО заявили про свою готовність ввести і розширювати викладання Есперанто в школах і вищих навчальних закладах, і доручає Генеральному директору отримати від цих країн інформацію про результати, досягнутих у цій галузі. |

## Резолюція 1985 року
У листопаді 1985 р. в Софії, столиці Болгарії, відбулася 23 сесія Генеральної конференції ЮНЕСКО. Видатний югославський есперантист Тібор Шекель, що представляв UEA та делегацію Югославії, вніс на голосування резолюцію про есперанто.
Резолюції Югославії підтримали: Польща, Сан-Марино (чия міжнародна академія наук використовує есперанто), Болгарія, Угорщина, Китай і Коста-Рика.

### Текст резолюції
Генеральна конференція:
|  | враховуючи, що Генеральна конференція на своїй сесії 1954 р. у Монтевідео в резолюції 1.4,422-422,4 відзначає успіхи, досягнуті за допомогою міжнародної мови есперанто в області міжнародного інтелектуального обміну та взаєморозуміння народів світу, а також визнаючи, що ці результати узгоджуються з цілями та ідеалами ЮНЕСКО; Нагадуючи, що есперанто за цей час досяг значного прогресу як засіб розвитку порозуміння народів і культур різних країн, проникнувши у більшість регіонів світу і в більшу частину галузей людської діяльності; Визнаючи величезні можливості есперанто для міжнародного порозуміння і спілкування між людьми різних національностей; Беручи до уваги значний внесок есперанто-руху і особливо Всесвітньої асоціації есперантистів у поширенні інформації про діяльність ЮНЕСКО, а також участь у цій діяльності; Враховуючи той факт, що в 1987 р. буде відзначатися століття існування мови есперанто: 1. Вітає рух есперанто у зв'язку із сторіччям його існування; 2. Пропонує Генеральному директору продовжувати уважно стежити за розвитком мови есперанто як засобу покращення взаєморозуміння між різними націями і культурами; 3. Пропонує державам-членам відзначити сторіччя мови есперанто шляхом проведення відповідних заходів, прийняття декларацій, випуску спеціальних поштових марок і т.д., а також сприяти введенню в своїх школах та вищих навчальних закладах навчальної програми, присвяченої мовним проблемам і есперанто; 4. Рекомендує неурядовим міжнародним організаціям взяти участь у святкуванні сторіччя мови есперанто і розглянути можливість його використання як засіб поширення серед своїх членів всіх видів інформації, включаючи інформацію про діяльність ЮНЕСКО. |